# 洋吕铁路
洋吕铁路是江苏省南通市的一条铁路。起自海洋铁路（也称如东铁路）洋口港，经过通州湾、东灶，至宁启铁路二期吕四站与宁启铁路形成南通铁路环线。线路途经启东市、海门区、通州区、如东县4县（市）区，新设大豫站、东湖站、通州湾站、正余站、东灶港站、吕四港南站、吕四港站等7个站，改造北渔站、吕四站2个接轨站，全长约85公里。洋吕铁路是通州湾港区规划的“铁路连港区，内河到码头，港口通大洋”现代集疏运体系的重要铁路货运通道。项目建成后，将打通铁路进港“最后一公里”，为长江经济带沿线地区以及苏南、上海等长三角地区企业货物出海提高效率、降低成本。2023年9月19日起，洋吕铁路先导段具备开办煤、焦炭运输业务条件。

## 历史
2021年5月18日，洋吕铁路开工建设。8月12日，工程全面开工建设。
2022年6月18日，洋吕铁路先行段进入全面架梁阶段。
2023年7月底，洋吕铁路先导段通过初步验收，8月底通过安全评估；9月6日，正线段取得国铁集团开通批复；9月9日，东灶港物流园专用线取得上海局集团开通批复，同日将货运开办申请材料提报至国铁集团审批。9月16日，货运开办通过国铁集团货审批。2023年9月19日，东灶港至吕四先导段具备开办煤、焦炭运输业务条件。
2024年3月11日，新建南通港洋口港区至吕四港区铁路北渔至东灶港段开始动态检测。